# Лозенець (Ямбольська область)
Ло́зенець (болг. Лозенец) — село в Ямбольській області Болгарії. Входить до складу общини Стралджа.

## Населення
За даними перепису населення 2011 року у селі проживали 616 осіб.
Національний склад населення села:
| Національність   | Кількість осіб | Відсоток |
| ---------------- | -------------- | -------- |
| цигани           | 327            | 53,3%    |
| болгари          | 276            | 45,0%    |
| турки            | 10             | 1,6%     |
| Всього відповіли | 614            |          |

Розподіл населення за віком у 2011 році:
Динаміка населення: